# Xã Jackson, Quận Greene, Indiana
Xã Jackson (tiếng Anh: Jackson Township) là một xã thuộc quận Greene, tiểu bang Indiana, Hoa Kỳ. Năm 2010, dân số của xã này là 1.947 người.